# Porphyrophora madraguensis
Porphyrophora madraguensis är en insektsart som först beskrevs av Goux 1946.  Porphyrophora madraguensis ingår i släktet Porphyrophora och familjen pärlsköldlöss.
Artens utbredningsområde är Frankrike. Inga underarter finns listade i Catalogue of Life.